# Belgrádi repülőtér
A Belgrádi repülőtér (IATA: BEG, ICAO: LYBE) Szerbia legfontosabb nemzetközi repülőtere, amely Belgrád közelében található. Éves utasforgalma 8 367 931 fő (2024).
Névadója Nikola Tesla, szerb-amerikai fizikus, feltaláló, villamosmérnök, gépészmérnök és filozófus.

## Futópályák
A repülőtér futópályái:
- 12L/30R (3400 m, 45 m, aszfalt)
- 12R/30L (3500 m, 45 m, aszfaltbeton)

## Forgalom
Az utasforgalom az elmúlt években az alábbi módon változott:
| Utasok száma | 1 621 798 | 2 045 282 | 2 512 890 | 2 384 077 | 3 363 919 | 4 638 577 | 5 343 420 | 6 159 000 | 5 611 920 | 8 367 931 |
|              | 2002      | 2004      | 2007      | 2009      | 2012      | 2014      | 2017      | 2019      | 2022      | 2024      |

## Légitársaságok és úticélok

### Személy
| Légitársaság                  | Célállomások |
| ----------------------------- | --- |
| Aegean Airlines               | Szezonális: Athén |
| Aeroflot                      | Moszkva–Seremetyjevo |
| Air Cairo                     | Szezonális: Hurghada |
| Air France                    | Szezonális: Párizs–Charles de Gaulle |
| Air Serbia                    | Amszterdam, Athén, Banja Luka, Barcelona, Berlin–Tegel, Brüsszel, Budapest (2023. március 13-ától), Bukarest, Koppenhága, Düsseldorf, Frankfurt, Isztambul, Kijev-Boriszpil, Krasznodar, Lárnaka, Ljubljana, London–Heathrow, Madrid, Milánó–Malpensa, Moszkva–Seremetyjevo, New York–JFK, Oslo–Gardermoen, Párizs–Charles de Gaulle, Podgorica, Prága, Róma–Fiumicino, Szarajevo, Szkopje, Szófia, Stockholm–Arlanda, Stuttgart, Tel-Aviv, Thessaloniki, Tirana, Tivat, Velence, Bécs, Zágráb, Zürich Szezonális: Dubrovnik, Nizza, Póla, Szentpétervár, Split, Zára Seasonal charter: Antalya, Bodrum, Hurghada, Sharm El Sheikh |
| AlMasria Universal Airlines   | Hurghada |
| Arkia                         | Tel-Aviv |
| Austrian Airlines             | Bécs |
| Belavia                       | Minszk |
| Croatia Airlines              | Szezonális: Split |
| easyJet                       | Basel/Mulhouse, Berlin–Tegel, Genf |
| Ellinair                      | Szezonális: Heraklion |
| Etihad Airways                | Abu-Dzabi |
| Eurowings                     | Stuttgart |
| flydubai                      | Dubai–International |
| FlyEgypt                      | Szezonális charter: Hurghada |
| Israir Airlines               | Szezonális: Tel Aviv |
| LOT                           | Varsó–Chopin |
| Lufthansa                     | Frankfurt, München |
| Montenegro Airlines           | Podgorica, Tivat |
| Norwegian                     | Oslo–Gardermoen, Stockholm–Arlanda |
| Pegasus Airlines              | Isztambul–Sabiha Gökçen |
| Qatar Airways                 | Doha |
| Red Wings Airlines            | Szezonális: Moszkva–Domogyedovo |
| Swiss International Air Lines | Zürich |
| TAROM                         | Bukarest |
| Transavia                     | Amszterdam |
| Tunisair                      | Tunisz Szezonális charter: Monasztir |
| Turkish Airlines              | Isztambul |
| Vueling                       | Szezonális: Barcelona |
| Windrose Airlines             | Kijev-Boriszpil |
| Wizz Air                      | Barcelona, Basel/Mulhouse, Beauvais, Charleroi, Köln/Bonn, Dortmund, Eindhoven, Friedrichshafen , Göteborg, Hamburg, Hannover, Karlsruhe/Baden–Baden, Lárnaka, Lisszabon, London–Luton, Malmö, Málta, Memmingen, Milánó–Malpensa, Salzburg, Sandefjord, Stockholm–Skavsta, Turku |

### Cargo
| Légitársaság  | Célállomások                 |
| ------------- | ---------------------------- |
| Cargoair      | Linz                         |
| DHL Aviation  | Budapest, Lipcse/Halle, Linz |
| Swiftair      | Köln/Bonn, Szófia            |
| Turkish Cargo | Isztambul–Atatürk            |

## Megközelítése
Vasúti kapcsolata nincs, de több buszjárat is érinti a repülőteret.